# Chōki Motobu
Chōki "Saru" Motobu (jap. 本部朝基 Motobu Chōki) - mistrz karate shōrin-ryū. Urodził się w 5 kwietnia 1870 w Shuri na wyspie Okinawa należącej do wysp Riukiu. "Saru" wywodził się z klanu Ryūkyū. Potomkowie tego klanu pochodzili od rodziny królewskiej, od księcia Shō Koshin (szóstego syna żyjącego w XVII w. króla Okinawy - Shō Shitsu).

## Młodość
Motobu urodził się jako trzeci syn w rodzinie, gdzie sztukę karate przekazywano jedynie pierworodnemu synowi. W tym przypadku uprzywilejowanym synem był Chōyu Motobu. Chōki odwiedzał wielu mistrzów, ci jednak w większości nie chcieli go trenować ze względu na jego agresywne usposobienie. Młody Motobu wdawał się w bójki. W końcu mistrz Kōsaku Matsumura zgodził się nauczyć go kilku kata, lecz odmówił pomocy, jeśli chodzi o kumite. Tak więc Motobu ćwiczył sam, podglądając treningi przez szparę w ścianie dojo oraz potajemnie obserwując swojego brata - Chōyu.
W późniejszych latach Motobu miał wielu nauczycieli byli to m.in.: Ankō Itosu (1831-1915) oraz Yabu Kentsu (1863-1937).

## Dalszy życiorys
Chōki Motobu zdobył sławę dopiero w 1920 r. w wieku 49 lat, kiedy przyjechał do Kioto (Japonia). Tam stoczył zwycięską walkę z zagranicznym bokserem. Bokser leżał nieprzytomny już po pierwszym ciosie zadanym otwartą dłonią. Zdarzenie zostało opisane w lokalnych gazetach, okryło ono Motobu sławą wielkiego wojownika. 
"Saru" słynął z licznych wygranych pojedynków stoczonych z przedstawicielami innych stylów karate oraz z wielu zwycięstw nad bokserami. W 1924 r. Chōki pokonał mistrza świata w boksie Johna Mette.
Motobu stracił resztki swej agresywności i stał się szanowanym mistrzem karate. Od jego nazwiska nazwy swe otrzymały niektóre style karate istniejące do dziś np.: Motobu-ryu (ten styl założył jego uczeń Seikichi Uehara).
Chōki Motobu jako jeden z pierwszych mistrzów rozpoczął stacjonarną naukę karate poza Okinawą w Osace w 1920 r. Opracował kata Passai Guwa. 
Napisał jedną z pierwszych książek o karate Okinawan Kempo (1926). Był w gronie mistrzów (byli to m.in.: Choshin Chibana, Yabu Kensu, Chomo Hanashiro wszyscy ze stylu shōrin-ryū oraz Chojun Miyagi z goju-ryū), którzy zatwierdzili nazwę karate jako nazwę dla sztuki walki powstałej na Okinawie.
Mistrz Chōki "Saru" Motobu zmarł 15 kwietnia 1944 r. mając 73 lata. Do dziś ma wielu wielbicieli na całym świecie.

## Przydomek "Saru"
"Saru" w języku japońskim oznacza "małpa". Z różnych źródeł można dowiedzieć się, iż Motobu trenował zręczność, refleks oraz siłę na gałęziach drzew, co mogło budzić skojarzenia z tymi zwierzętami, które na Dalekim Wschodzie są symbolem zręczności i sprawności. Chōki, mając 60 lat, był nadal bardzo wysportowanym i zręcznym człowiekiem. 
Student karate bez duszy i umysłu wojownika jest jak głupiec, który przyszedł jeść, ale zapomniał pałeczek - Chōki Motobu, maj 1926, Okinawa